# SANDA 變身聖誕老人
《SANDA 變身聖誕老人》是日本漫畫家板垣巴留的校園漫畫作品，於《週刊少年Champion》2021年34號開始連載，作品以聖誕老人為題材，描述成人與孩童之間的故事。在2021年10月至12月發行的日本漫畫單行本第一集中，《SANDA》單行本第一集的銷售量排名第25名。於2024年7月11日發售的《週刊少年Champion》32号完結，並於同日發表將由Science SARU改編成電視動畫的消息。

## 故事

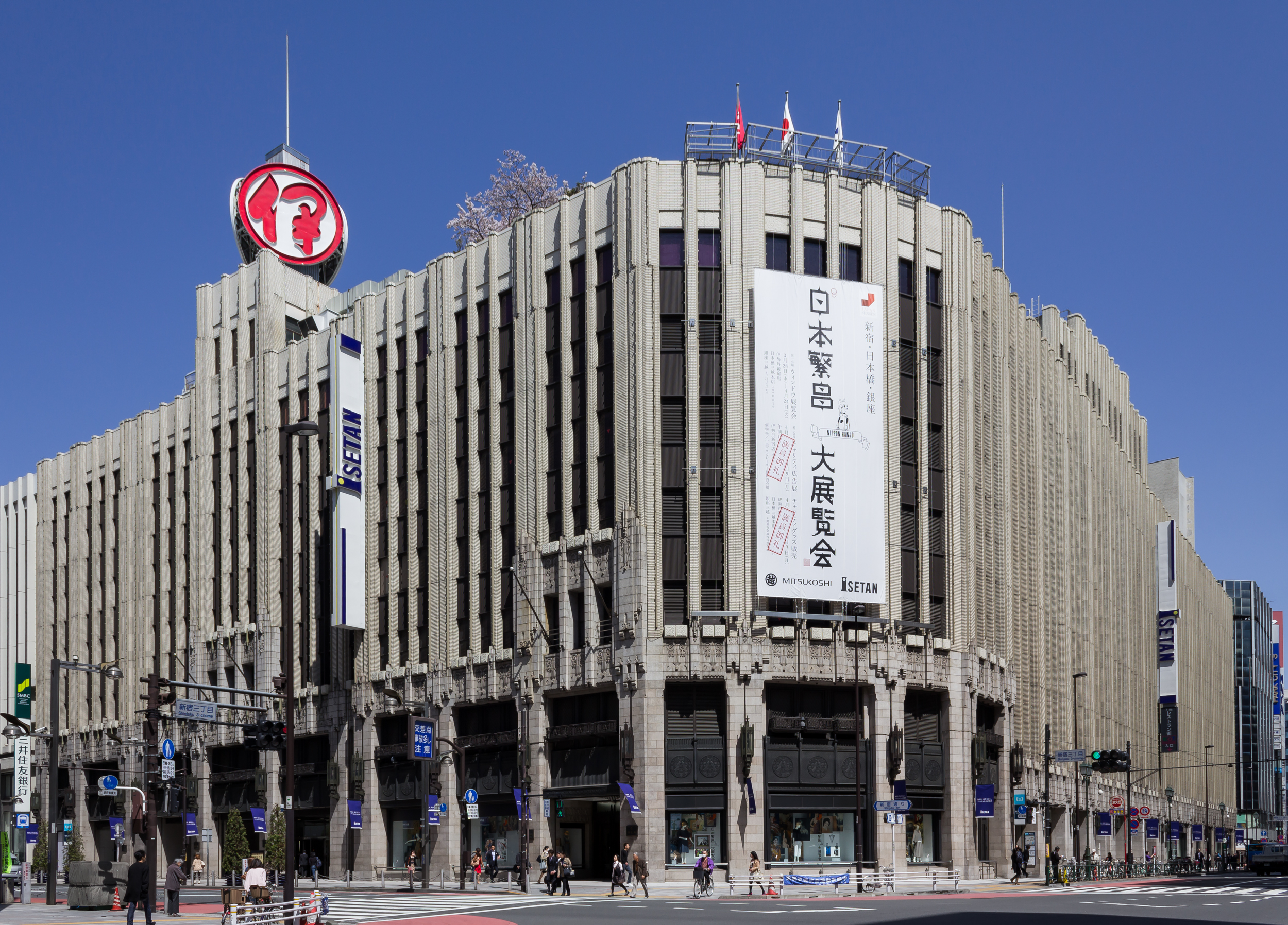
故事舞台的原型是伊勢丹新宿本店

### 設定
故事設定於2080年的日本，受少子化影響，日本對未成年人施行一系列管控政策，包括從嬰兒時期便安排結婚對象、不允許孩童睡眠以減緩發育、需與成人分開如廁，未成年人的社會地位也較成人高。這個世界有耶誕老人，但他因為詛咒而長期被封印，致使社會認為耶誕老人已經消失，並將耶誕節視為遠古的習俗或虛構傳說。故事場景主要位於大黑愛護學園，該校以伊勢丹新宿本店的建築為原型。故事主角三田一重具有耶誕老人的血統。

### 劇情大綱
在下著雪的12月25日，中學生三田體內封印被同學冬村四織解開，讓他的外表變成耶誕老人。之後，三田發現自己可以透過吃軟糖變回中學生型態，或穿紅色衣服以變成耶誕老人型態。冬村之所以解除封印，是希望三田幫忙找失蹤的同學小野，而知曉三田真實身分的甘矢也希望他能讓社會想起耶誕節，藉此復興自家蛋糕店的生意。
大涉校長得知耶誕老人一事後，聯絡紅衣特搜隊追殺耶誕老人。在耶誕老人和先鋒隊長柳生田戰鬥時，柳生田透露耶誕老人之所以會被追殺，是因為他能夠為孩子帶來夢想，導致國家無法培育出順從大人、便於管理的孩子。之後耶誕老人擊敗柳生田，並意外闖裸身闖入小野的公祭會場，被全校學生視為神。
某日，小野突然以成人的姿態出現在冬村面前，她傾訴自己對冬村的愛，並表示自從兩人過去的一次親密愛撫後，自己便成長為大人，而這也是她逃離學校的原因。大涉視小野為入侵者並出手攻擊，三田變成耶誕老人與他抗衡。雖然耶誕老人屈居下風，但學園理事長鐵留中途干涉，讓兩人的戰鬥不了了之。事後三田向鐵留請教變強的方法。

## 出版書籍
| 冊數 | 秋田書店      | 秋田書店               | 東立出版社    | 東立出版社             |
| 冊數 | 發售日期      | ISBN                   | 發售日期      | ISBN                   |
| ---- | ------------- | ---------------------- | ------------- | ---------------------- |
| 1    | 2021年12月8日 | ISBN 978-4-25328101-0  | 2022年6月24日 | ISBN 978-957-26-9158-8 |
| 2    | 2022年2月8日  | ISBN 978-4-25328102-7  | 2022年9月16日 | ISBN 978-957-26-9159-5 |
| 3    | 2022年5月6日  | ISBN 978-4-25328103-4  | 2024年2月23日 | ISBN 978-957-26-9520-3 |
| 4    | 2022年7月7日  | ISBN 978-4-25328104-1  | 2024年8月12日 | ISBN 978-626-7185-36-0 |
| 5    | 2022年9月8日  | ISBN 978-4-25328105-8  | 2025年1月17日 | ISBN 978-626-02-3508-6 |
| 6    | 2022年12月8日 | ISBN 978-4-25328106-5  |               |                        |
| 7    | 2023年2月8日  | ISBN 978-4-25328107-2  |               |                        |
| 8    | 2023年4月7日  | ISBN 978-4-25328108-9  |               |                        |
| 9    | 2023年7月6日  | ISBN 978-4-25328109-6  |               |                        |
| 10   | 2023年9月7日  | ISBN 978-4-253-28110-2 |               |                        |
| 11   | 2023年11月8日 | ISBN 978-4-253-28111-9 |               |                        |
| 12   | 2024年1月5日  | ISBN 978-4-253-28112-6 |               |                        |
| 13   | 2024年4月8日  | ISBN 978-4-253-28113-3 |               |                        |
| 14   | 2024年6月7日  | ISBN 978-4-253-28114-0 |               |                        |
| 15   | 2024年8月7日  | ISBN 978-4-253-28115-7 |               |                        |
| 16   | 2024年10月8日 | ISBN 978-4-253-28116-4 |               |                        |

## 外部連結
- 電視動畫官方網站（日語）
- 電視動畫的X（前Twitter）（日語）